# Kathleen McGowan
Kathleen McGowan (Hollywood, 22 de marzo de 1963) es una escritora y compositora de canciones estadounidense. Su libro, The Expected One vendió más de un millón de copias.

## Biografía
Dice ser descendiente de Jesús y María Magdalena.
Ha presentado programas de History Channel.
Con su marido, ya fallecido, el escritor belga Philip Coppens empezó a emitir el programa radiofónico The Spirit Revolution.

## Obra
- The Expected One (2006)
- The Book of Love (2009)
- The Source of Miracles: Seven Steps to Transforming Your Life Through the Lord's Prayer (2009)
- The Poet Prince (2010)